# Boat Trip
Boat Trip è un film del 2002 diretto da Mort Nathan, con Cuba Gooding Jr.

## Trama
Lasciato dalla fidanzata Felicia, Jerry decide di intraprendere una crociera per single. Nell'agenzia di viaggi, il suo compagno d'avventura Nick indispettisce l'agente incaricato della prenotazione a tal punto che questo dà loro dei biglietti di una crociera per soli omosessuali. La scoperta dello scherzo avviene quando ormai è troppo tardi e ai due non resta che adeguarsi, nonostante il disagio e gli importuni da parte di un omosessuale di nome Lloyd Feversham.
Da un elicottero, colpito accidentalmente da Nick con una pistola lanciarazzi, viene raccolto a bordo un gruppo di donne svedesi. Nick, presentandosi come gay, socializza con le ragazze svedesi al punto di permettersi di spalmarle di crema abbronzante, questo fin quando non viene scoperto dalla loro severa e muscolosissima allenatrice. E quando Nick ci prova con Inga, una delle naufraghe, l'allenatrice cambia camera con la stessa ragazza per evitare guai.
Intanto Jerry conosce Gabriella, una ragazza eterosessuale che lavora sulla nave come insegnante di ballo. Quando Gabriella organizza uno spettacolo e il primo ballerino dà forfait, è Jerry a prendere il suo posto. E Felicia, la sua ex fidanzata, lo scopre proprio mentre si sta pavoneggiando sul palco. Ma tra i due torna la pace, mentre Gabriella è delusa dal comportamento di Jerry, che a lei aveva detto di essere omosessuale.
Il giorno delle nozze tra Jerry e Felicia, Nick sospende la cerimonia nuziale e dice a Jerry di sapere dove si trova Gabriella. Jerry allora abbandona tutti e si lancia a raggiungere la nave da crociera "per sole lesbiche" dove ora è occupata Gabriella, che, innamorata, lo perdona. Nick invece, volendo fare una sorpresa alla bella Inga, decide di andarla a trovare nel suo paese della Svezia, dove tuttavia non la troverà perché lei è appena partita per l'Italia. Per giunta, riparato a casa di Inga per non morire assiderato, vi ritrova la terribile coach.

## Critica
Il film ha ricevuto durante l'edizione dei Razzie Awards 2003 una nomination come Peggior attore per Cuba Gooding, Jr. e Peggior regista per Mort Nathan.

## Curiosità
Roger Moore fa chiaro riferimento al suo passato d'attore rivelando di essere un agente segreto "a servizio di sua maestà" citando in maniera esplicita James Bond.
Nel film ha un piccolo cameo anche l'attore Will Ferrell, nel ruolo di un agente di viaggio.